# Uhrturm von Gostivar

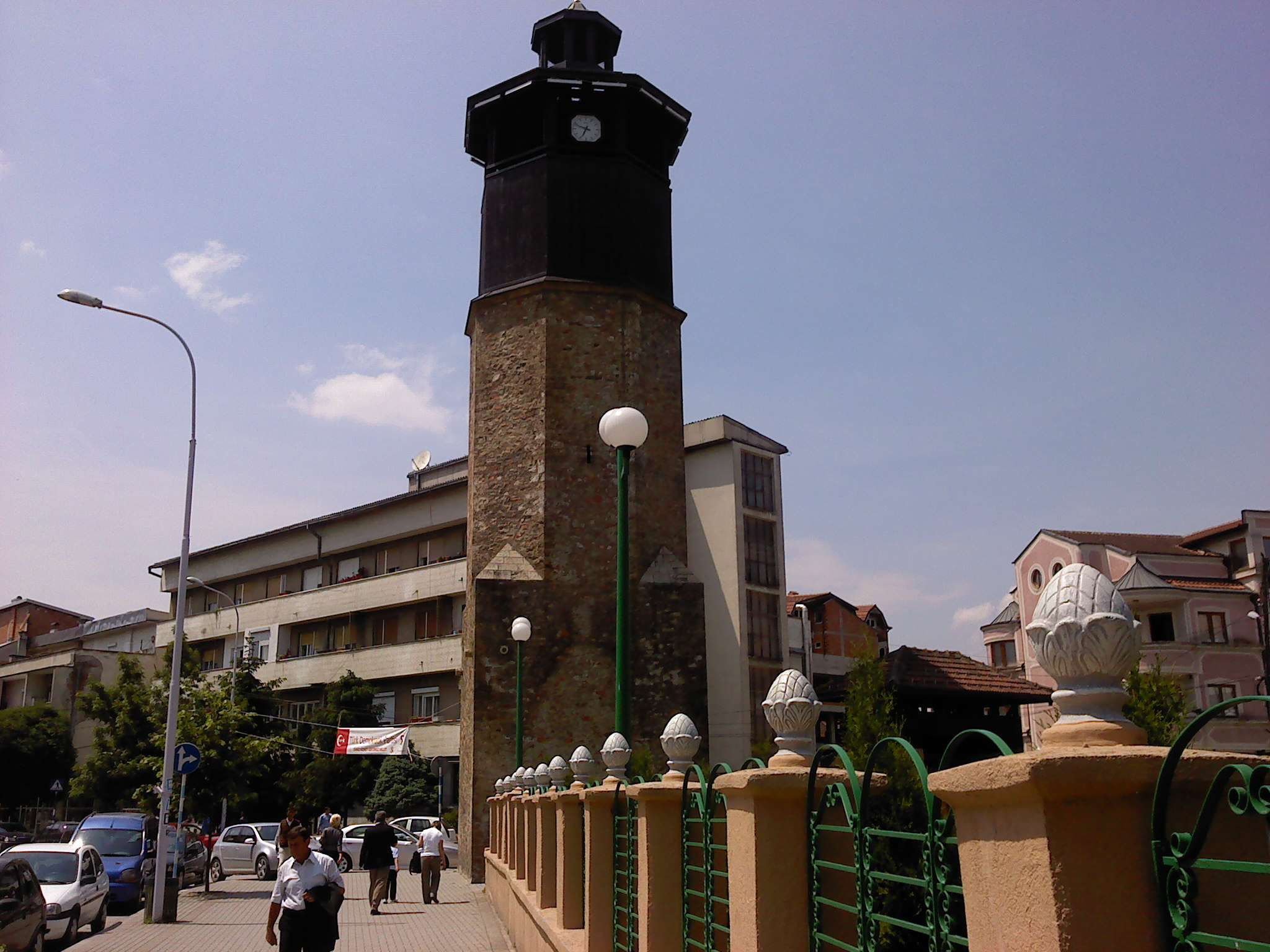
Anblick des Turmes von Nordosten mit Zaunmauer der danebenstehenden Moscheen (2011)

Die west-nordmazedonische Stadt Gostivar ist bekannt für ihren Jahrhunderte alten Uhrturm. Das in der Bevölkerung Sahat-Kula oder Kulla e Sahatit genannte Bauwerk wurde während der osmanischen Epoche errichtet. Heute gilt es als Kulturdenkmal der Stadt.
Das Bauwerk steht im historischen Stadtkern neben der nach dem Uhrturm benannten Sahati-Moschee und der Madrasa.

## Baugeschichte
Seit der Errichtung 1728/29 wurde der Uhrturm mehrere Male erneuert. Bei den letzten Renovierungsarbeiten 2010 wurden 7.500 Euro investiert und unter anderem eine hochwertige Beleuchtung angebracht.